# Педру Олівейра (плавець)
Педру Олівейра (порт. Pedro Oliveira, 1 січня 1988) — португальський плавець.
Учасник Олімпійських Ігор 2008, 2012 років.